# Жељувино
Жељувино (мкд. Жељувино) је насеље у Северној Македонији, у североисточном делу државе. Жељувино припада општини Старо Нагоричане.

## Географија
Жељувино је смештено у североисточном делу Северне Македоније. Од најближег града, Куманова, село је удаљено 25 km источно.
Село Жељувино се налази у историјској области Средорек, на југозападним падинама Германске планине, на око 700 метара надморске висине.
Месна клима је планинска због знатне надморске висине.

## Историја
У месту је у периоду 1867-1877. године радила српска народна школа.

## Становништво
Жељувино је према последњем попису из 2002. године имало 58 становника.
Огромна већина становништва у насељу су етнички Македонци (100%).
Претежна вероисповест месног становништва је православље.